# Hermanella froehlichi
Hermanella froehlichi is een haft uit de familie Leptophlebiidae. De wetenschappelijke naam van de soort is voor het eerst geldig gepubliceerd in 1992 door Ferreira & Domínguez.